# Great Braxted
Great Braxted is een civil parish in het bestuurlijke gebied Maldon, in het Engelse graafschap Essex. In 2001 telde het dorp 323 inwoners.